# Seminare. Poszukiwania naukowe
Seminare. Poszukiwania naukowe – czasopismo naukowe wydawane przez Towarzystwo Naukowe Franciszka Salezego. Pierwszy numer czasopisma ukazał się w 1975 r. Czasopismo jest kwartalnikiem, w którym poruszane są zagadnienia m.in. z zakresu teologii oraz pedagogiki.
Redaktorem naczelnym pisma jest prof. dr hab. Jerzy Gocko SDB.

## Punktacja czasopisma
W wykazie czasopism naukowych Ministerstwa Edukacji i Nauki z 9 lutego 2021 r. kwartalnik uzyskał 40 punktów.

## Indeksacja czasopisma
„Seminare. Poszukiwania naukowe” znajduje się w bazach: The Central European Journal of Social Siences and Humanities, Crossref, Index Copernicus, Central and Eastern European Online Library, BazHum database of humanities journals oraz European Reference Index for the Humanities and Social Sciences (ERIH PLUS).